# Швейцария на зимних Олимпийских играх 1980
Швейцария на зимних Олимпийских играх 1980 года в Лейк-Плэсиде была представлена 44 атлетами. Сборная завоевала 5 наград и заняла в общекомандном зачёте десятое место. Награды швейцарцам принесли представители бобслея и горнолыжного спорта.

## Медалисты

### Золото (1)
| Золото |                       |                          |
| №      | Спортсмены            | Вид спорта (дисциплина)  |
| 1      | Эрих Шерер Йозеф Бенц | Бобслей (мужчины-двойка) |

### Серебро (1)
| Серебро |                                                  |                            |
| №       | Спортсмены                                       | Вид спорта (дисциплина)    |
| 1       | Эрих Шерер Ульрих Бехли Рудольф Марти Йозеф Бенц | Бобслей (мужчины-четвёрка) |

### Бронза (3)
| Бронза |                  |                                               |
| №      | Спортсмены       | Вид спорта (дисциплина)                       |
| 1      | Мари-Терез Надиг | Горнолыжный спорт (скоростной спуск, женщины) |
| 2      | Эрика Хесс       | Горнолыжный спорт (слалом, женщины)           |
| 3      | Жак Люти         | Горнолыжный спорт (слалом, мужчины)           |